# فیث هیل
فیث هیل (به انگلیسی: Faith Hill) (زاده ۲۱ سپتامبر ۱۹۶۷) خواننده آمریکایی سبک کانتری است که برای موفقیت تجاری در هر دو سبک کانتری و پاپ شناخته می‌شود.

## زندگی
فیث هیل در استار میسیسیپی بزرگ شد. در سن پایین آغاز به خواندن کرد. در هفت سالگی نخستین اجرایش را به نمایش گذاشت. در حالی که تحت تأثیر ریبا مک‌اینتایر و الویس پریسلی بود، گروهی را تشکیل داد و همزمان با ادامه تحصیل در مدرسه، به اجرای زنده پرداخت. ۱۹ سال داشت که از دانشگاه اخراج شد و برای ادامه خوانندگی به صورت حرفه‌ای به نشویل تنسی رفت.
فیث هیل در ۱۹۹۳ نخستین آلبوم خود را به نام «همانگونه که هستم من را بپذیر» منتشر کرد. آلبوم شامل دو تک آهنگ «وحشی» و «تکه‌ای از قلبم» بود که هردوی آن‌ها در صدر جدول ترانه‌های کانتری قرار گرفتند. آلبوم دوم او «برایم مهم است» در ۱۹۹۵ منتشر شد که تک‌آهنگ هم‌نام آن شماره ۱ شد. هیل همراه با تیم مک‌گرا تور مشترکی را برگزار کرد. آن‌ها پس از چند ماه ازدواج کردند.
«فیث» سومین آلبوم او بود که در ۱۹۹۸ منتشر شد و بیش از ۵ میلیون نسخه از آن به فروش رفت. این آلبوم موجب شهرت او شد و او را در مرکز توجه قرار داد. تک‌آهنگ موفق آن «این بوسه» بود. فیث هیل در آوریل ۱۹۹۹ نخستین تور انفرادی خود را برگزار کرد. سومین آلبوم او به نام «تنفس کن» همان سال منتشر شد که در صدر جدول ۲۰۰ آلبوم برتر بیلبورد آمریکا جای گرفت. در سال ۲۰۰۰ سرود ملی را در مسابقه سوپر بول ۳۴ خواند. او همراه با تیم مک‌گرا تور مشترکی را برگزار کرد که بیش از ۱ میلیون طرفدار در بیش از ۶۰ اجرا را به خود جذب کرد.
پس از موفقیت «تنفس کن»، آلبوم «گریه کن» را در ۲۰۰۲ و «کرم شب‌تاب» را در ۲۰۰۵ منتشر کرد. آلبوم‌های پنجم و ششمش که هردو در صدر جدول آلبوم‌های برتر بیلبورد جای گرفتند. فیث هیل در سال ۲۰۰۶ بار دیگر همراه با تیم مک‌گرا تور مشترکی را برگزار کرد که به پرفروش‌ترین تور سبک کانتری تبدیل شد.
از جمله فیلم‌های او می‌توان به همسران استپفورد اشاره کرد.